# Monarrhenus salicifolius
Espèce
Classification phylogénétique
Statut de conservation UICN

 CR C2a : 
En danger critique
Monarrhenus salicifolius, le bois de paille-en-queue ou bois de chenilles, est une espèce de plante à fleurs de la  famille des Asteraceae. C'est un arbrisseau endémique des Mascareignes, présent exclusivement sur les parois de certaines falaises.

## Description
La plante forme un buisson très ramifié appliqué contre la falaise et peut se développer verticalement sur plusieurs mètres sans dépasser un mètre d'épaisseur.
Les feuilles, petites et alternes, sont généralement pourvues d'un court pétiole ; le limbe est entier et étroit, de forme lancéolée à elliptique, la nervation est pennée ; le dessus de la feuille est plutôt rugueux, le dessous est soyeux.
Les fleurs, toutes de type tubulé, de couleur rose pâle à mauve, sont regroupées en corymbes terminaux de capitules.

## Appellations
Le nom scientifique du genre, Monarrhenus, est formé à partir des mots grecs μονός [monos] « unique » et άρρεν [arrhen] « mâle » parce que les capitules comprennent une seule fleur mâle entourée d'environ neuf fleurs femelles. Celui de l'espèce, salicifolius, fait référence à la forme des feuilles qui sont ressemblantes à celles d'un saule ; il est composé à partir des mots latins salix (le saule) et folium (la feuille).
Le nom vernaculaire actuellement le plus usité à La Réunion, celui de « bois de paille-en-queue », est lié au voisinage de la plante avec les pailles-en-queue (Phaethon lepturus) qui nichent dans la falaise de la route du Littoral.
L'espèce est également appelée « bois de chenilles » (ou « bois de chenille ») mais ce nom crée une confusion avec une espèce voisine, Monarrhenus pinifolius, ou avec un autre « bois de chenilles », un arbuste également endémique des Mascareignes, Clerodendrum heterophyllum, de la famille des Lamiaceae (ou des Verbenaceae selon la classification de Cronquist).
À l'île Maurice, Monarrhenus salicifolius est préférentiellement appelé « bois de chenilles », tandis que Clerodendron heterophyllum y est connu comme le « bois cabri ».

### Synonymes scientifiques
- Conyza salicifolia Lam. (description qui recouvrait à la fois Monarrhenus salicifolius et Monarrhenus pinifolius)

## Écologie
Monarrhenus salicifolius croît uniquement sur des falaises rocheuses exposées, en zone semi-sèche. On la trouve à La Réunion sur les falaises littorales entre Saint-Denis et La Possession. À Maurice, où elle est très rare, elle pousse plus à l'intérieur des terres.

## Utilisations
Le feuillage de Monarrhenus salicifolius est aromatique. La plante appartiendrait à la pharmacopée locale de La Réunion. L'usage en tisanerie est signalé comme de pratique récente par Roger Lavergne. Pourtant dès le début du XIXe siècle, la “Conyze vulnéraire” (Conyza salicifolia) est décrite comme « un célèbre vulnéraire à l'île de Bourbon ou Mascareigne », sans distinction établie entre Monarrhenus salicifolius et Monarrhenus pinifolius.
En raison de la rareté de la plante et de la difficulté à la récolter à flanc de falaise, l'utilisation ne peut s'avérer que marginale et très dommageable à la perpétuation de l'espèce.

## Menaces
À l'île Maurice, la population résiduelle est estimée à seulement une centaine d'individus, dont 60 ont été précisément identifiés sur les sites de Goat Rock, Snail Rock et Corps de Garde. L'espèce a donc été classée « en danger critique d'extinction » par l'Union internationale pour la conservation de la nature (UICN).
Le classement de l'UICN ne prend pas en considération les colonies de La Réunion qui sont plus abondantes, mais qui sont néanmoins réduites à une seule localisation, celle des falaises littorales du Massif de la Montagne au nord de l'île. L'artificialisation des habitats de falaises avec la pose de filets métalliques de protection contre les chutes de pierres sur la route du Littoral et la concurrence d'espèces végétales exotiques envahissantes, comme notamment Tecoma stans, constituent les principales menaces à la survie de l'espèce. Pour autant, le bois de paille-en-queue ne fait pas partie de la liste des espèces végétales protégées de La Réunion ; il est cependant considéré comme « vulnérable » au titre de la « liste des taxons menacés sur le territoire de La Réunion » proposée par le Conservatoire botanique national de Mascarin.